# Laurenz Widholz

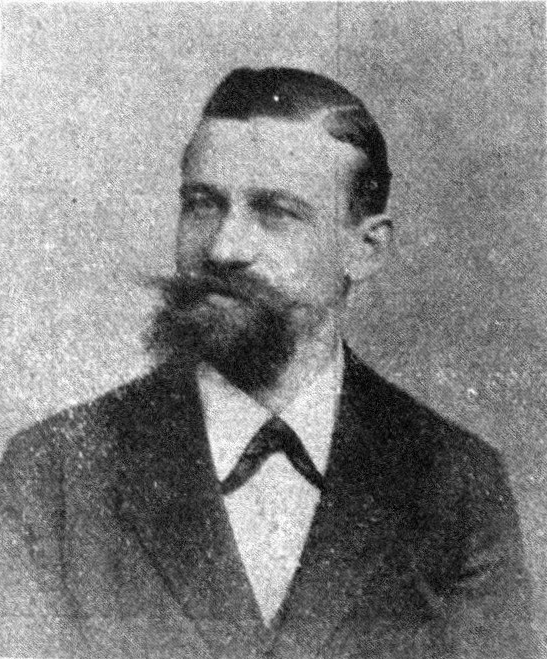
Laurenz Widholz

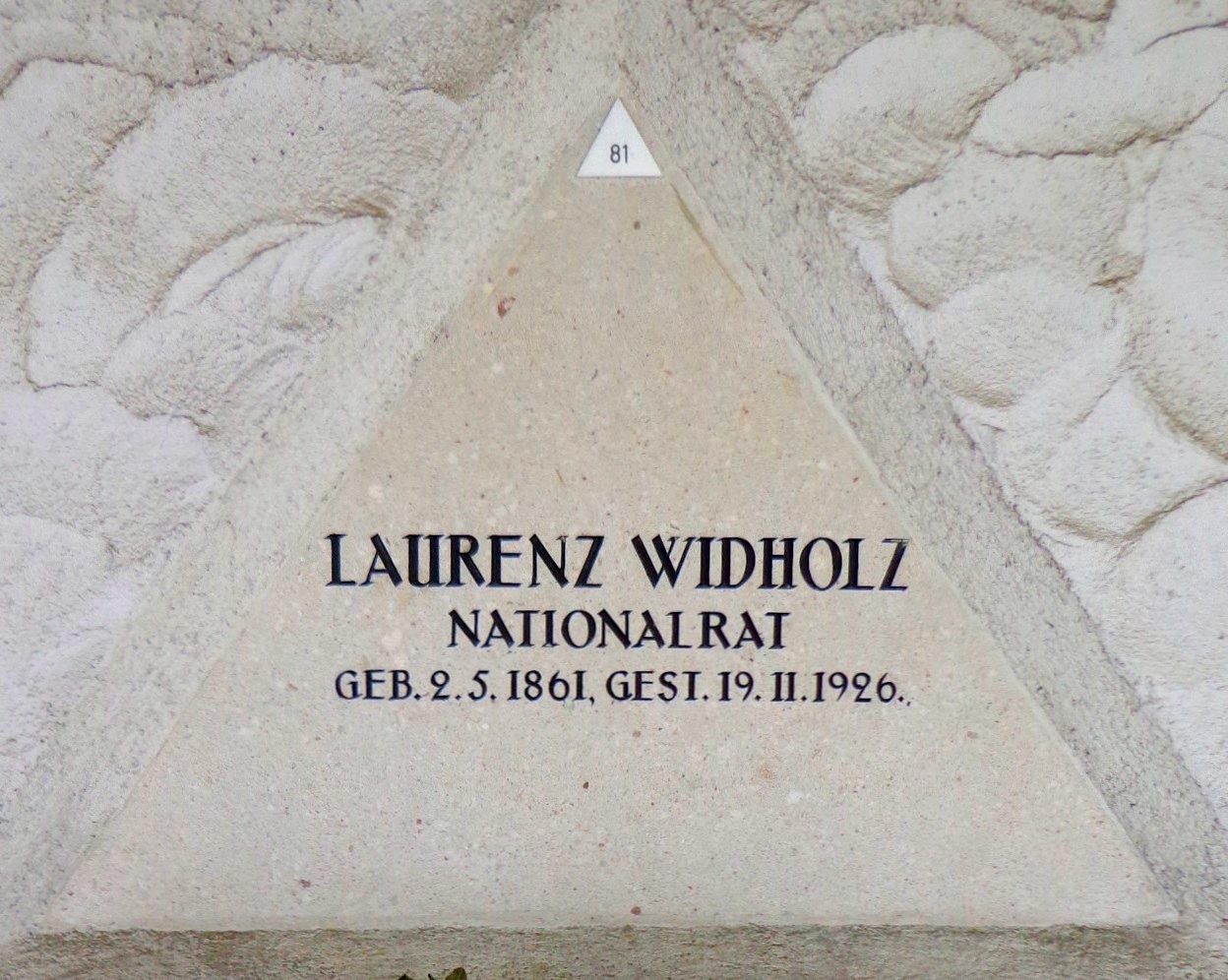
Feuerhalle Simmering, Ehrengrab von Laurenz Widholz

Laurenz Widholz (* 2. Mai 1861 in Frainspitz, Mähren; † 19. November 1926 in Wien) war ein österreichischer Politiker (SDAP). Widholz war Abgeordneter zum Reichsrat, Nationalrat und Landtag von Niederösterreich. Er hatte zudem von 1919 bis 1920 das Amt des Landeshauptmannstellvertreters in der Niederösterreichischen Landesregierung inne.

## Leben und Wirken
Widholz besuchte nach der Volksschule eine Fortbildungsschule und erlernte den Beruf des Tischlers. Er war in der Folge langjähriger Gehilfenobmann der Tischler Wiens. Zudem engagierte sich Widholz in der Sozialversicherung und stieg zum Obmann der Gebietskrankenkasse der Tischler und des Verbandes der Krankenkassen Wiens und Niederösterreichs auf. Später hatte er das Amt des Vorsitzenden der Reichskommission der Krankenkassen Österreichs inne.
Widholz errang 1907 das erste Direktmandat zum Reichsrat der Sozialdemokraten in Simmering und wurde am 17. Juni 1907 als Mitglied des Klubs der deutschen Sozialdemokraten angelobt. Er gehörte dem Reichsrat zunächst bis zum 25. Juli 1914 mit kurzen Unterbrechungen an. Vom 30. Mai 1917 bis zum 12. November 1918 war Widholz erneut Mitglied des Abgeordnetenhauses. Widholz war in der Folge vom 21. Oktober 1918 bis zum 16. Februar 1919 Mitglied der Provisorischen Nationalversammlung und gehörte vom 4. März 1919 bis zum 31. Mai 1919 der Konstituierenden Nationalversammlung an. Parallel war er vom 5. November 1918 bis zum 4. Mai 1919 Abgeordneter zum Provisorischen Landtag von Niederösterreich und gehörte dem Landtag auch vom 20. Mai 1919 bis zum 11. Mai 1921 auch während der Trennungsphase Wiens von Niederösterreich an. Widholz war dabei zunächst ab dem 10. November 1920 der Kurie Wien an und war ab dem 30. Dezember 1920 Wiener Delegierter. Zudem hatte Widholz zwischen dem 20. Mai 1919 und dem 10. November 1920 das Amt des Landeshauptmannstellvertreters von Niederösterreich inne. Am 10. November 1920 wurde Widholz als Abgeordneter zum Nationalrat angelobt, dem er bis zu seinem Tod angehörte.
Widholz war ab 1912 an der Errichtung von Wohnhäusern für Arbeiterfamilien in der Braunhubergasse durch die Ortskrankenkasse beteiligt und setzte sich für die Vereinheitlichung des Sozialversicherungswesens ein. Zudem engagierte er sich für den Lehrlingsschutz und die Jugendfürsorge.
Er ist im Arkadenhof der Feuerhalle Simmering in einem Ehrengrab der Stadt Wien bestattet. Nach seinem Tod wurde ihm zu Ehren im 11. Wiener Gemeindebezirk ein Gemeindebau in der Geiselbergstraße in Widholzhof benannt. Zudem trägt seit 1971 die Widholzgasse in Simmering seinen Namen.